# Droga krajowa B458 (Niemcy)
Droga krajowa 458 (niem. Bundesstraße 458) – niemiecka droga krajowa przebiegająca na osi wschód - zachód z Fuldy do skrzyżowania z drogą B278 w miejscowości Batten w Hesji.